# Josep Maria Flotats i Picas
Josep Maria Flotats i Picas   (Barcelona, 12 de gener de 1939) és un actor i director de teatre català.

## Biografia

### Primers anys
Va néixer el 12 de gener de 1939 a Barcelona. Inicià la seva activitat com a actor de teatre en l'Associació Dramàtica de Barcelona, una organització que agrupava aficionats del teatre. Va debutar en escena al Teatre Guimerà de Barcelona l'any 1957 gràcies a la seva participació en l'obra de teatre Les maletes del senyor Vernet de la Companyia Lluís Orduna.

### Estada a França
L'any 1959 viatjà fins a Estrasburg per entrar a formar part de l'Escola Nacional Superior d'Art Dramàtic d'aquesta ciutat francesa, avui en dia anomenat Théâtre national de Strasbourg. Va accedir a aquesta escola gràcies a una beca que el consolat francès de Barcelona creà per a ell després d'insistir durant nou mesos.
L'any 1967 va passar a formar part del Théâtre National Populaire, i l'any següent s'incorporà com a primer actor a la companyia Théâtre de la Ville, fundada per Jean Mercure, debutant amb l'obra "Beaucoup de bruit pour rien". L'any 1970 fou guardonat amb el Premi Gérard Philipe per les seves interpretacions i el 1980 amb el Premi de la crítica francesa per la seva interpretació a "Une drôle de vie".
Entre l'1 de gener de 1981 i 1983 va actuar a la Comédie Française, el Teatre Nacional de França, on fou pensionnaire i amb la qual ha col·laborat en ocasions posteriors. Integrat en la vida cultural francesa i considerat un "fill adoptiu", l'any 1995 li fou concedida la Legió d'Honor, màxima distinció cultural del país.

## Retorn a Catalunya
Considerat un dels grans homes del teatre català del segle xx, el 1982 se li concedí la Creu de Sant Jordi iniciant així converses pel seu retorn a Catalunya. L'any 1983 deixà la Comédie Française i retornà a Barcelona, debutant a l'escena catalana el 23 d'abril d'aquell any al Gran Teatre del Liceu de Barcelona amb la representació de l'obra "Dom Joan" de Molière, amb la Comédie-française.
El 1984, un cop plenament instal·lat a Barcelona, creà la "Companyia Flotats", amb la qual va interpretar obres al Teatre Poliorama com "Cyrano de Bergerac", però també desenvolupant la seva tasca de director amb obres com "Lorenzaccio" o "Una jornada particular". L'any 1989 li fou concedit el Premi Nacional de Teatre per part del Ministeri de Cultura d'Espanya per la seva tasca teatral amb la seva companyia.
L'any 1994, en el desè aniversari de la seva companyia, realitzà amb l'espectacle "Cal dir-ho?" d'Eugène Labiche el seu comiat del Teatre Poliorama per incorporar-se al Teatre Nacional de Catalunya (TNC).

### Director del TNC
L'any 1995 fou nomenat Fundador i Primer Director del Teatre Nacional de Catalunya (TNC), dirigint la creació dels equips tècnics, administratius i artístics d'aquest. Programà les seves tres primeres temporades i coordinà i supervisà l'última fase de construcció del nou equipament dissenyat per Ricard Bofill.
El 12 de novembre de 1996 es realitzà la presentació oficial del Teatre amb l'estrena, sota la direcció de Flotats, de l'obra "Àngels a Amèrica" a la Sala Tallers. L'obra no va poder ser estrenada a la Sala Gran, que encara estava en construcció, però que finalment s'inaugurà l'11 de setembre de 1997 amb l'obra "L'Auca del Senyor Esteve" de Santiago Rusiñol sota la direcció d'Adolfo Marsillach.
La direcció del TNC no fou exempta de polèmica i crítiques, sent acusat pels mitjans de comunicació i per part dels propis companys de professió de fer una gestió del teatre partidista i polititzada. Partidari d'un Teatre Nacional Públic i amb una companyia pública estable s'enfrontà a la política del Conseller de Cultura de la Generalitat de Catalunya Joan Maria Pujals, per la qual cosa fou destituït per aquest el 23 de setembre de 1997.

## Establiment a Madrid
El 1998 marxà a Madrid, on creà la seva pròpia productora teatral, denominada inicialment "Yasmina Producciones Artísticas S.L." però que actualment s'anomena "Taller 75 S.L.". Aquell mateix any va dirigir, interpretar i adaptar la comèdia "Art", obra de Yasmina Reza, que fou molt valorada per la crítica i el públic, i considerada un autèntic fenomen teatral.
Posteriorment debutà l'any 2001 com a director d'escena al Teatre Reial de Madrid amb l'òpera "Così fan tutte" de Mozart, i que l'any 2003 dugué al Gran Teatre del Liceu.
Establert a Madrid, l'any 2006 decidí retornar a l'escena de Barcelona col·laborant amb l'obra dirigida per Oriol Broggi Rosencrantz i Guidenstern han mort, en la qual es podia escoltar la seva "veu en off" durant l'obra.
Al llarg de la seva carrera ha rebut diversos Premis Max de les arts escèniques:
- 2005: Millor director per La cena
- 2003: Millor director per París 1940
- 2003: Millor adaptació per París 1940
- 1999: Millor Obra Teatral per Arte
- 1999: Millor productor per Arte
- 1999: Millor director per Arte
- 1999: Millor adaptació per Arte

## Obres de Teatre

### Realitzades a Catalunya
- 2015: Ser-ho o no. Per acabar amb la qüestió jueva, de Jean-Claude Grumberg. Director i intèrpret juntament a Arnau Puig i Casas. Teatre Lliure de Barcelona.[3]
- 2014: El joc de l'amor i l'atzar, de Pierre de Marivaux. Director. Producció del TNC.[4]
- 2007: "Stalin" de Marc Dugain. Director, actor i productor. Teatre Tívoli de Barcelona.
- 1997: "La Gavina" d'Anton Txékhov. Director i actor. Companyía TNC de Barcelona.
- 1996: "Àngels a Amèrica" de Tony Kushner. Director. Companyía TNC de Barcelona.
- 1994: "Cal dir-ho?" d'Eugène Labiche. Director i actor. Companyia Flotats. Teatre Poliorama de Barcelona.
- 1993: "Tot assajant Dom Joan" de Louis Jouvet i Brigitte Jaques. Director i actor. Companyia Flotats. Teatre Poliorama de Barcelona.
- 1992: "Cavalls de mar" de Josep Lluis i Rodolf Sirera. Director. Companyia Flotats. Teatre Poliorama de Barcelona.
- 1990: "Ara que els ametllers ja estan batuts". Creat i interpretat a partir de l'obra narrativa de Josep Pla. Companyia Flotats. Teatre Poliorama de Barcelona. Gira per Catalunya, Frankfurt. Teatro María Guerrero de Madrid.
- 1989: "El misàntrop" de Molière. Director i actor. Companyia Flotats. Teatre Poliorama de Barcelona. Teatro Español de Madrid.
- 1988: "Lorenzaccio" d'Alfred de Musset. Director i actor. Companyia Flotats. Teatre Poliorama de Barcelona. Teatro Español de Madrid.
- 1987: "El dret d'escollir" de Brian Clark. Director i actor. Companyia Flotats. Teatre Poliorama de Barcelona.
- 1986: "Infantillatges" de Raymond Cousse. Director. Companyia Flotats. Teatre Poliorama de Barcelona.
- 1986: "Per un sí o per un no" de Nathalie Sarraute. Director i actor. Companyia Flotats. Teatre Poliorama de Barcelona.
- 1986: "El despertar de la Primavera" de Frank Wedekind. Director i actor. Companyia Flotats. Teatre Poliorama de Barcelona.
- 1985: "Cyrano de Bergerac" d'Edmond Rostand. Actor. Dir.: Mauricio Scaparro. Companyia Flotats. Teatre Poliorama de Barcelona. Teatro Pavón de Madrid.
- 1984: "Una jornada particular" d'Ettore Scola. Director i actor. Companyia Flotats. Teatre Poliorama de Barcelona.
- 1959: "Les maletes del Senyor Vernet" de Claude Magnier. Debut professional. Dir.: Lluís Orduna. Compañía Lluís Orduna. teatre Guimerà de Barcelona.

### Realitzades a Espanya
- 2004: La cena de Jean Claude Brisville. Director, actor i productor. Teatro Bellas Artes de Madrid. Gira per Espanya.
- 2002: París 1940 de Louis Jouvet. Director, actor, adaptació i productor. Teatro Bellas Artes de Madrid. Gira per Espanya. Teatre Tívoli de Barcelona.
- 1998: Arte de Yasmina Reza. Director, adaptació, productor i actor. Teatro Marquina de Madrid. Gira per Espanya. Teatre Tívoli de Barcelona.
- 1992: Don Quijote: Fragmentos de un discurso teatral de Mauricio Scaparro i Rafael Azcona. Dir.: Mauricio Scaparro. Gira per Nova York, Espanya Itàlia. Producció Expo de Sevilla'92. Teatre Tívoli de Barcelona. Teatro María Guerrero de Madrid.

### Realitzades a França[5]
- 1983: "La seconde surprise de l'amour" de Pierre Carlet de Chamblain de Marivaux. Dir.: Jean-Pierre Miquel. Comédie Française. París.
- 1983: "Intermezzo" de Jean Giraudoux. Dir.: Jacques Seyres. Comédie Francaise. París
- 1981: "Le bourgeois gentilhombre" de Molière. Dir.: Jean-Laurent Cochet. Comédie Française. París.
- 1981: "Don Juan" de Molière. Direcció: Jean-Luc Boutté. Comédie Française. París.
- 1981: "Les caprices de Marianne" d'Alfred de Musset. Dir.: François Beaulieu. Comedie Française. París.
- 1981: "Andromaque" de Jean Racine. Dir.: Patrice Kerbrat. Comédie Française. París.
- 1981: "Sertorius" de Pierre Corneille. Dir.: Jean-Pierre Miquel. Comedie Française. París
- 1979: "Une Drôle de vie" de Brian Clark. Dir.: Michel Fagadu. Théâtre Antoine. París.
- 1978: "Zadig ou la destinée" de Voltaire. Dir.: Jean-Louis Barrault. Compagnie Renauld-Barrault. Théâtre d'Orsay. París.
- 1977: "En attendant Godot" de Samuel Beckett. Dir.: Otomar Krejca. Les Tréteaux de France. Festival d'Avignon.
- 1977: "Don Juan" de Molière. Dir.: Andreas Voutsinas. Les Tréteaux de France. París i gira per França.
- 1976: "La guerra de Troie n'aura pas lieu" de Giradoux. Dir.: Jean Mercure. City Center Théâtre. Nova York, Mont-real, Otawa, Toronto i Quebec.
- 1976: "Les Brigands" de Friedrich von Schiller. Dir.: Anne Delbée. Théâtre de la Ville. París.
- 1975: "Le genre humain" de Jean-Edern Hallier. Dir.: Henri Ronse. Théâtre Espace Cardin. París.
- 1975: "Don Juan ou l'homme de cendres" d'André Obey. Dir.: Jean-Pierre André. Festival de Vaison-La Romanie.
- 1975: "Othello" de William Shakespeare. Dir.: Georges Wilson. Théâtre d l'Est Parisien i Festival d'Avignon.
- 1974: "La création du Monde et autres bussines" d'Arthur Miller. Dir.: Jean Mercure. Théâtre de la Ville. París
- 1972: "Le long voyage vers la nuit" d'Eugene O'Neill. Dir.: Geroges Wilson. Théâtre de l'Atelier. París.
- 1972: "Le Cid" de Corneille. Dir.: Denis Lorca. Théâtre de la Ville. París.
- 1971: "Les Possédés" de Fiódor Dostoievski (versió d'Albert Camus). Dir.: Jean Mercure. Théâtre de la Ville. París.
- 1971: "La guerre de Troie n'aura pas lieu" de Girandoux. Dir.: Jean Mercure. Théâtre de la Ville. París i Festival d'Avignon, gira posterior per l'URSS.
- 1970: "Early Morning" d'Edward Bond. Dir.: Georges Wilson. TNP. París i Festival d'Avignon
- 1969: "L'illusion comique" de Corneille. Dir.: Georges Wilson. TNP. París.
- 1969: "Oedipe Roi" de Sòfocles. Dir.: Rafael Rodrigues. Théâtre de la Ville. París.
- 1969: "Pizaroo et le soleil" de Peter Shaffer. Dir.: Jean Mercure. Théâtre de la Ville. París.
- 1968: "Six personnages en quête d'auteur" de Luigi Pirandello. Dir.: Jean Mercure. Théâtre de la Ville. París.
- 1968: "Beaucoup de bruit pour rien" de Shakespeare. Dir.: Jorge Lavelli. París.
- 1967: "L'illusion comique" de Corneille. Dir.: Georges Wilson. TNP. París i Festival Internacional de Zuric.
- 1966: "Petit Malcom contre les Euneques" de David Haliwell. Dir.: Jacques Rousseau. Théâtre des Arts. París.
- 1966: "La bonne Âme de Setchouan" de Bertolt Brecht. Dir.: René Allio. Théâtre de la Region Parisiene.
- 1965: "Le cercle de craie caucasien" de Bertolt Brecht. Dir.: René Allio. Théâtre de la Commune d'Aubervilliers.
- 1965: "Aurélie" d'Egérie Mavraki. Dir.: Jorge Lavelli. Théâtre de L'Oeuvre. París.
- 1964: "Victor ou les Efants au Pouvoir" de Roger Vitrac. Dir.: Jean Anouilh. Productions d'Aujourd'hui. Gira per França, Bèlgica, Alemanya, Itàlia, Suïssa i Marroc.
- 1963: "Horace y la Mégère Appivoisée" de Shakespeare. Comédie de l'Est. Estrasburg. Festival Internacional de Baalbeck. Líban.
- 1962: "Mille francs de récompense" de Victor Hugo. Dir.: Hubert Gígnoux. Comédie de l'Est. Estrasburg.
- 1962: "Six personnages en quête d'auteur" de Pirandello. Dir.: Pierre Lefebvre. Comédie de l'Est. Estrasburg.
- 1962: "Horace" de Corneille. Dir.: Hubert Gígnoux. Comédie de l'Est. Estrasburg.

## Guardons
- Creu de Sant Jordi
- Medalla d'Or al Mèrit de les Belles Arts
- Oficial de la Legió d'Honor (França)
- Cavaller de les Arts i les Lletres (França)
- Doctor Honoris Causa per la Universitat Autònoma de Barcelona.[6]